# Epeolus fervidus
Epeolus fervidus är en biart som beskrevs av Smith 1879. Epeolus fervidus ingår i släktet filtbin, och familjen långtungebin. Inga underarter finns listade i Catalogue of Life.